# Einheitliches Verzeichnis aller Statistiken des Bundes und der Länder
In der amtlichen Statistik Deutschlands steht EVAS als Akronym für „Einheitliches Verzeichnis aller Statistiken des Bundes und der Länder“. Dabei handelt es sich um ein von den Statistischen Landesämtern und dem Statistischen Bundesamt gemeinsam herausgegebenes Verzeichnis aller bundesweit durchgeführten Statistiken. Durch eine hierarchische dreistufige Nummerierung werden die einzelnen Statistiken inhaltlich gruppiert und eindeutig identifiziert. Diese Nummerierung wird auch in den GENESIS-Datenbanken verwendet. Während mit ein, zwei oder drei Ziffern eine zunehmend spezifische Gruppierung der Statistiken erfolgt, werden die Einzelstatistiken durch fünfstellige Nummern identifiziert.
Die Grobgliederung der amtlichen Statistik auf der obersten Hierarchieebene ist nachfolgend dargestellt.
- 1 Gebiet, Bevölkerung, Erwerbstätigkeit, Wahlen
- 2 Bildung, Sozialleistungen, Gesundheit, Rechtspflege
- 3 Wohnen, Umwelt
- 4 Wirtschaftsbereiche
- 5 Außenhandel, Unternehmen, Handwerk
- 6 Preise, Verdienste, Einkommen und Verbrauch
- 7 Öffentliche Finanzen
- 8 Gesamtrechnungen
- 9 Sonderbereiche

Darunter gibt es 45 zweistellige Gruppierungsnummern. Der Bereich 7 (Öffentliche Finanzen) etwa wird folgendermaßen untergliedert:
- - 71 Öffentliche Haushalte
  - 72 Öffentliche Fonds, Einrichtungen und Unternehmen mit eigenem Rechnungswesen
  - 73 Steuern
  - 74 Personal im öffentlichen Dienst
  - 79 Andere (für Länder- oder Bundeszwecke)

Auf der untersten Ebene gibt es 224 dreistellige Gruppierungsnummern. Der Bereich 73 (Steuern) etwa wird folgendermaßen untergliedert:
-   - 731 Lohn- und Einkommensteuer
  - 732 Körperschaftsteuer
  - 733 Umsatzsteuer
  - 734 Verbrauchsteuern
  - 735 Gewerbesteuern
  - 736 Steuern vom Vermögen
  - 737 Steuerverteilung
  - 739 Sonstiges im Bereich Steuern

Jede dreistellige Gruppierungsnummer umfasst eine oder mehrere der insgesamt 605 Einzelstatistiken (einschließlich stillgelegter Statistiken). Zum Beispiel gibt es innerhalb der Gruppierungsnummer 733 nur die Statistik 73311 (Umsatzsteuerstatistik).
Die EVAS-Nummern sind geeignete Suchbegriffe in der GENESIS-Datenbank und der Regionalstatistik-Datenbank. In diesen Datenbanken ist jedoch nur ein Teil dieser Statistiken abrufbar.